# Tipula (Sivatipula) filicornis
Tipula (Sivatipula) filicornis is een tweevleugelige uit de familie langpootmuggen (Tipulidae). De soort komt voor in het Oriëntaals gebied.